# Гаразджа
Гара́зджа (Ґара́зджа) — село в Україні, у Підгайцівській сільській громаді Луцького району Волинської області. Постійно проживає 1000 осіб (2025 рік).

## Географія
Село розташоване у центральній частині Луцького району, за 4 км на схід від обласного центру — міста Луцьк. Через населений пункт пролягає автошлях національного значення Н22 (Устилуг — Луцьк — Рівне).

## Історія
На території села розташовувалося місце видобутку кременю городицько-здовбицької культури (2300-1800 років до н.е.).
Перша історична згадка про Гаразджу під назвою Ґрашки належить до 1650 року. На той час у селі, разом із сусідніми селами Підгайцями та Лозками, налічувалось 55 димів (дворів). Проте, у наступному, 1651 році, у трьох селах було вже 8 димів, а у 1658 році — всього лише 5 димів.
Наприкінці XIX століття поруч із селом розташовувалась німецька колонія. В селі налічувалось 22 будинки та мешкало 343 особи, а у німецькій колонії — 22 будинки та 82 мешканці.
Під час першої світової війни, на третій день Брусиловського прориву, 24 травня (6 червня) 1916 року, авангард російських військ (40-й корпус 125-ї дивізії) у напрямку Луцька, підійшов до Звірова та Гаразджі.
Частковий звуковий збіг назви населеного пункту Гаразджа та прислівникової лексеми гаразд дає змогу помітити між ними тісний взаємозв'язок. Слово «гаразд» — запозичення з готської мови слова «garazds» — «здатний добре говорити». Але, як стверджують місцеві жителі, слово «гаразд» не було поширене у їх мовному вжитку. Старожили села розповідають про існування у селі на початку XX століття повноводної, з швидкою течією річки, на якій стояли млини і в якій водилося чимало риби. Найпростішим пристосуванням для її вилову були гарди. Таким чином, стверджується зв'язок між назвою населеного пункту та родом діяльності його поселенців. А слово «гаразд» — типово праслов'янське. Отже, село, найімовірніше, створилося ще за часів Київської Русі, про що свідчить і сторожове городище давньоруського часу, що знаходиться на південній околиці села, поблизу колишнього вапнякового кар'єру на високому пагорбі.

## Населення
За переписом УРСР 1989 року чисельність наявного населення села становила 931 особа, з яких 436 чоловіків та 495 жінок.
За переписом населення України 2001 року в селі мешкало 950 осіб.

### Мова
Розподіл населення за рідною мовою за даними перепису 2001 року:
| Мова       | Відсоток |
| ---------- | -------- |
| українська | 98,75 %  |
| російська  | 1,15 %   |
| білоруська | 0,1 %    |

## Економіка
У селі діє ТзОВ «Спайс-Луцьк» (торгова марка «Юна пак»), що займається фасуванням прянощів, приправ і спецій, а також різних інгредієнтів для кондитерських виробів.

## Туризм і розваги
- Траса для мотокросу, де щороку проводяться міжнародні змагання[10].
- Екологічні стежки. В 2016 році в лісових масивах державного підприємства "Волинський лісовий селекційно-насінневий центр" створено 2 екологічні стежки завдовжки 1,5 та 7 км, обладнані вказівниками та смітниками[11][12].

## Відомі особи
- Гнатюк Любов Антонівна — провідниця жіночої сітки ОУН (р) північно-західного краю, Лицар Срібного хреста заслуги УПА
- Панасюк Микола Володимирович (1943—2018) — український письменник (прозаїк).
- Семенюк Степан (1920-2019) — районовий провідник ОУН Луцького району, шеф політичного штабу ВО-3 «Турів». Лауреат премії Василя Стуса.
- Тарас Музичук — письменник та автор слів до відомих пісень «Ой там на горі», «Червоні маки», «Скрипалю, не грай на печалі», та багатьох інших, що їх виконували Валерій Маренич[13], Іво Бобул, ВІА «Смерічка», Алла Кудлай, Павло Зібров.
- Тимощук Ігор Вікторович — лейтенант ЗСУ, Герой України (2023).

## Галерея

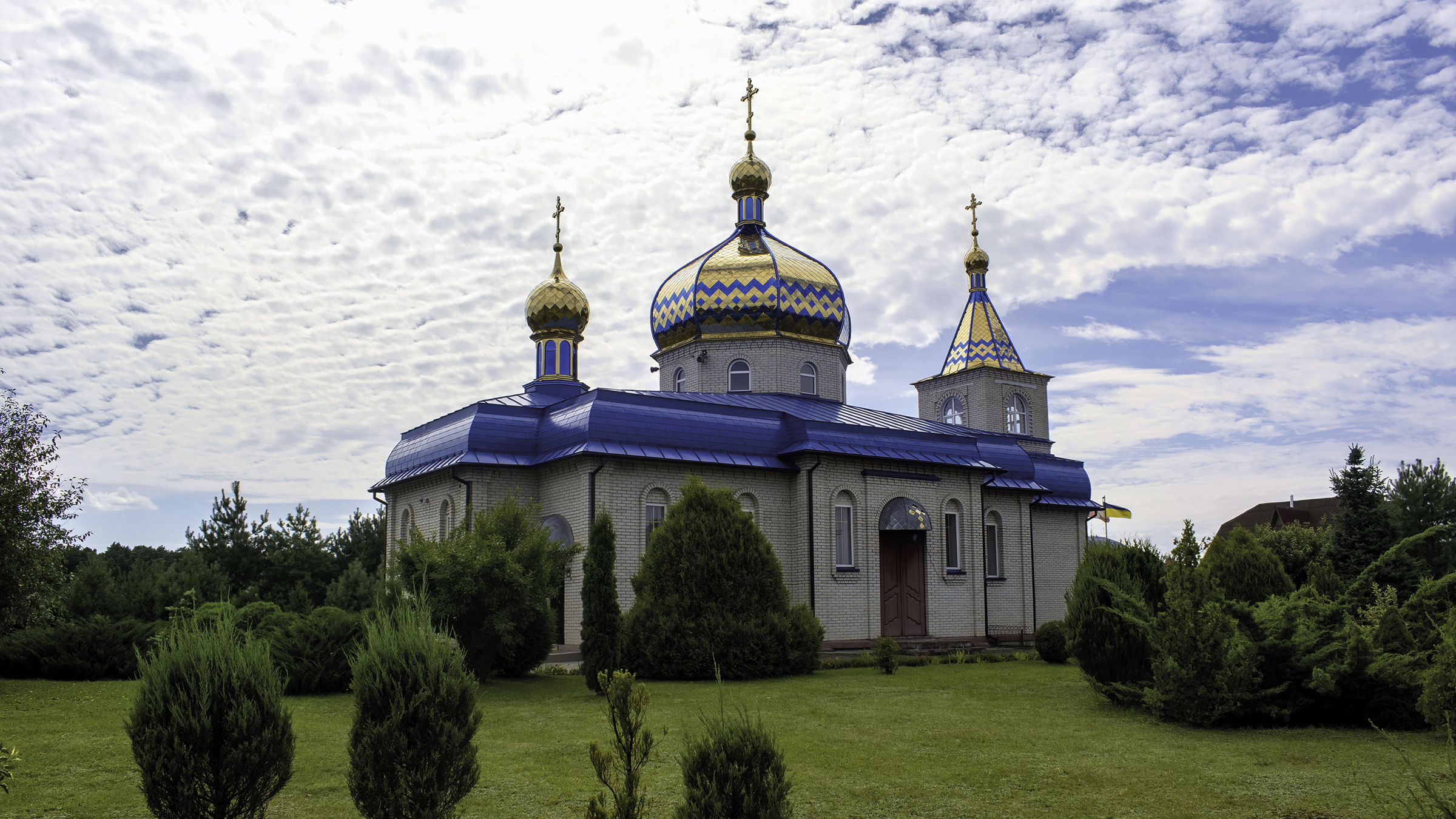
Храм Успіння Пресвятої Богородиці
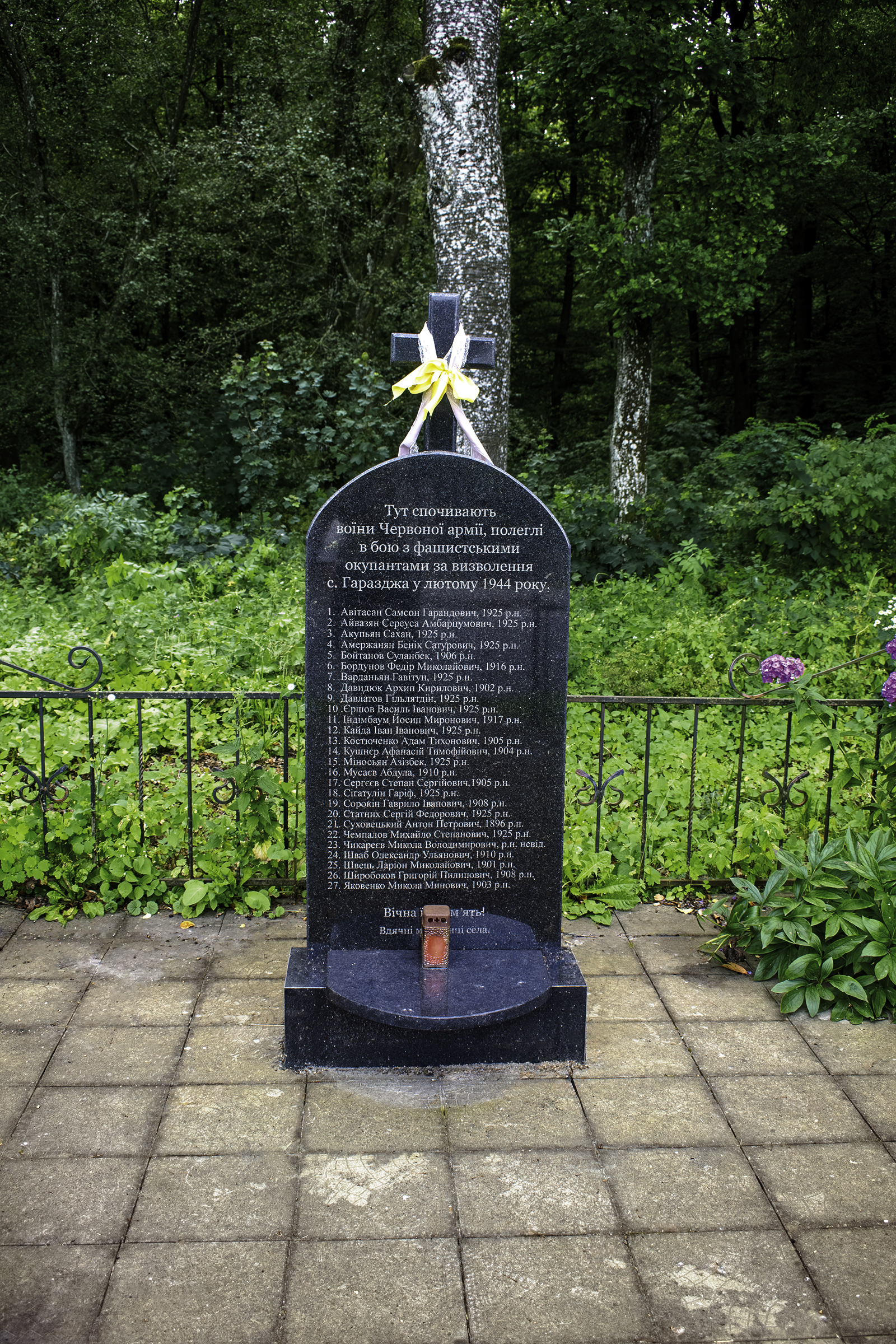
Пам'ятник захисникам Гаразджі, загиблим у 1944 році

## Головний міський цвинтар Луцька

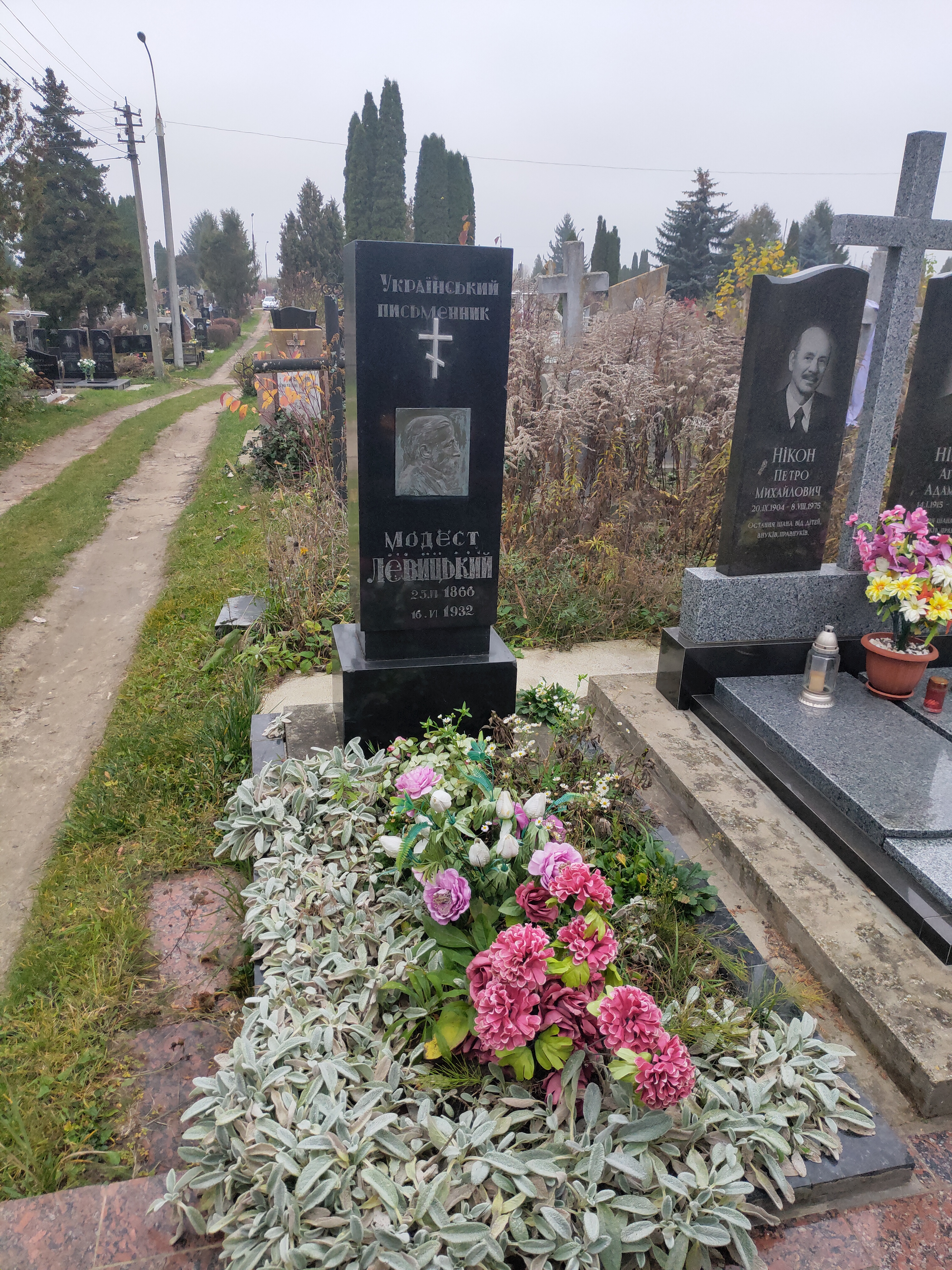
Могила українського письменника Модеста Левицького

Поблизу села Гаразджа розташоване головне міське кладовище Луцька. На ньому в 2015-2016 роках зведена церква-каплиця Воскресіння Христового ПЦУ у стилі українського модерну. Сюди було перенесено прах українського письменника Модеста Левицького. На кладовищі є Алея почесних поховань, яка стала останнім місцем спочинку героїв, загиблих при обороні Батьківщини під час АТО та ООС. Кладовище має окремий сектор для захоронення біовідходів з луцьких лікарень.

### Поховані учасники АТО й ООС
- Хамраєв Рустам Шонійозович (29.11.1975 — 17.06.2014) — Герой України, Народний Герой України, український військовий, доброволець-військовослужбовець 24-го штурмового батальйону «Айдар» Збройних Сил України, героїчно загинув у боях в районі селища Металіст під Луганськом, Герой російсько-української війни. Легендарний воїн та захисник України. Символ Українського добровольця. Символ Захисника України. Одним із облич нової української армії. Видатна особистість російсько-української війни (з 2014 — дотепер). Видатна постать Волині. Перший воїн-доброволець, який героїчно загинув в російсько-українській війні. Перший полеглий в бою волинянин в зоні АТО. Перший похований на Алеї почесних поховань на Головному кладовищі міста Луцька. Автор фрази «Стояти на смерть! Україна понад усе!», яка стала сакральною для України, символом боротьби за незалежність України особливо у контексті російсько-української війни. Цей вислів став особливо популярним після загибелі Рустама Хамраєва, який вигукнув його перед смертю в бою з російськими окупантами. Громадський діяч. Волонтер. Один з найактивніших учасників Революції Гідності, захисник Євромайдану. Почесний громадянин міста Луцька. Почесний громадянин Волинської області
- Лучук Роман Олександрович (10.08.1994 — 26.08.2014) — сапер 51-ї механізованої бригади Сухопутних військ Збройних сил України, загинув у боях поблизу Іловайська
- Оніщук Юрій Віталійович (27.04.1990 — 25.08.2014) — мінометник 51-ї механізованої бригади Сухопутних військ Збройних сил України, загинув у боях поблизу Іловайська
- Шульга Максим Костянтинович (23.03.1991 — 26.08.2014) — старший сержант 80-тої аеромобільної бригади десантних військ Збройних сил України, учасник боїв за Луганський аеропорт, загинув у бою біля села Новосвітлівка Луганської області
- Климчук Сергій Дмитрович (19.03.1969 — 17.08.2014) — старший сержант Збройних сил України, загинув у боях поблизу села Хрящуватого
- Філіпчук Ігор Ярославович (11.10.1982 — 14.08.2014) — Герой України, солдат батальйону «Айдар» Збройних сил України, загинув у боях поблизу села Хрящуватого[17].
- Карабан Артем Олександрович (05.01.1993 — 07.08.2014) — старший солдат 51-ї механізованої бригади Сухопутних військ Збройних сил України, загинув у боях за Савур-могилу
- Шостак Сергій Олександрович (28.06.1972 — 27.07.2014) — старший сержант батальйону «Айдар» Збройних сил України, загинув під час проведення операцій батальйоном під Луганськом в районі Лутугине — Успенка — Георгіївка
- Йовзик Дмитро Васильович (02.04.1983 — 22.05.2014) — молодший сержант, заступник командира бойової машини — навідник-оператор БМП 3-го механізованого батальйону 51-ї окремої механізованої бригади Збройних сил України, загинув на блокпосту № 10 поблизу селища Ольгинка Волноваського району Донецької області
- Махновець Віталій Іванович (07.04.1981 — 22.05.2014) — солдат, гранатометник 3-го механізованого батальйону 51-ї окремої механізованої бригади Збройних сил України, загинув на блокпосту № 10 поблизу селища Ольгинка Волноваського району Донецької області
- Прокопчук Володимир Іванович (02.03.1991 — 22.05.2014) — солдат, механік-водій 3-го механізованого батальйону 51-ї окремої механізованої бригади Збройних сил України, загинув на блокпосту № 10 поблизу селища Ольгинка Волноваського району Донецької області
- Атаманчук Андрій Вікторович (06.05.1979 — 05.09.2014) — боєць 2-ї роти «Захід» 24-го батальйону територіальної оборони «Айдар» Збройних сил України, загинув поблизу села Весела Гора
- Вишневський Олег Анатолійович (21.08.1978 — 05.09.2014) — боєць 2-ї роти «Захід» 24-го батальйону територіальної оборони «Айдар» Збройних сил України, загинув поблизу села Весела Гора
- Курука Сергій Іванович (03.09.1987 — 27.08.2014) — солдат, снайпер 51-ї механізованої бригади Сухопутних військ Збройних сил України, загинув поблизу міста Ілловайськ
- Войчук Олександр Анатолійович (08.02.1989 — 27.08.2014) — солдат, мінометник 51-ї механізованої бригади Сухопутних військ Збройних сил України, загинув поблизу міста Ілловайськ
- Іонов В'ячеслав Анатолійович (20.05.1978 — 29.08.2014) — молодший сержант, командир БМП 8-ї роти 3-го батальйону 51-ї окремої механізованої бригади Сухопутних військ Збройних сил України, загинув поблизу міста Ілловайськ
- Чабанчук Денис Миколайович (02.09.1992 — 18.02.2015) — старший лейтенант 128-ї окремої механізованої бригади Сухопутних військ Збройних сил України, загинув під час виходу з оточення поблизу Дебальцевого
- Шкредь Сергій Олексійович (27.05.1985 — 22.03.2015) — солдат, гранатометник 15-го окремого гірсько-піхотного батальйону 128-ї окремої гірсько-піхотної бригади Сухопутних військ Збройних сил України
- Калюжний (Гончарук) Дмитро Дмитрович (09.01.1977 — 20.03.2015) — старшина, командир відділення — заступник командира зенітного артилерійського взводу 4-го механізованого батальйону 24-ї окремої Залізної механізованої бригади Сухопутних військ Збройних сил України, підірвався на вибуховому пристрої з «розтяжкою» в районі шахти «Пролетарської», від отриманих поранень помер у лікарні Сіверськодонецька
- Дудка Сергій Миколайович (18.01.1975 — 03.04.2015)
- Саверський Вадим Олександрович (26.10.1989 — 05.07.2015) — старший розвідник 51-ї окремої механізованої бригади Збройних сил України, брав участь у боях під Волновахою, Курахове, Мар'їнкою, штурмував Савур-Могилу
- Кумецький Віктор Володимирович (11.02.1973 — 05.09.2014) — старший сержант, боєць розвідгрупи 2-ї роти «Захід» батальйону «Айдар» Збройних сил України, загинув поблизу села Весела Гора
- Марцинюк Валерій Костянтинович (01.02.1976 — 21.11.2015) — боєць 93-ї окремої механізованої протитанкової бригади Збройних сил України, загинув поблизу міста Селидово Донецької області
- Луцюк Роман Йосипович (25.08.1976 — 19.03.2016) — доброволець, солдат 2-ї «волинської» штурмової роти 24-го окремого штурмового батальйону «Айдар» Збройних сил України, брав участь у боях під Георгіївкою
- Грибков Сергій Миколайович (01.10.1981 — 05.09.2014) — доброволець батальйону територіальної оборони «Айдар» Збройних сил України, загинув поблизу села Весела Гора
- Гринчишин Максим Ігорович (12.05.1979 — 19.02.2017) — командир зенітно-ракетного взводу 1-го батальйону, 72-ї окремої механізованої бригади Збройних сил України, загинув біля міста Авдіївки
- Твердохліб Олег Анатолійович (03.03.1969 — 17.04.2017) — доброволець, старший прапорщик, командир взводу 24-го батальйону територіальної оборони «Айдар» Збройних сил України
- Бабій Володимир Іванович (08.08.1995 — 17.07.2017) — боєць 3-го окремого танкового батальйону «Звіробій» 54-тої ОМБР «Айдар» Збройних сил України, брав участь у боях під Пісками, Уманським та Троїцьким, помер від онкозахворювання, отриманого в АТО
- Кітновський Олексій Володимирович († 12.09.2014) — старший лейтенант, військовослужбовець Збройних сил України
- Ольховський Георгій Сергійович (8 січня 1989 — 23 серпня 2018) — старший лейтенант командир гірсько-штурмової роти 15-го окремого гірсько-піхотного батальйону (в/ч А1778, м. Ужгород) 128-ї окремої гірсько-штурмової бригади
- Назар Бондарчук — (Шаблон:Пом. 02.02.2019) — військовослужбовець 51 окремої механізованої бригади Збройних сил України. Помер у луцькій лікарні 2 лютого внаслідок травм, які отримав ще у 2014 році на Донбасі. Похований 5 лютого капеланом Олександром Вронським[18]
- Єлістратов Андрій Юрійович (Шаблон:Пом. 8 серпня 2018)
- Сорочук Микола Васильович (1997—2020) — старший солдат Збройних сил України, учасник російсько-української війни (2015—2020)

Алея Героїв АТО та захисників України
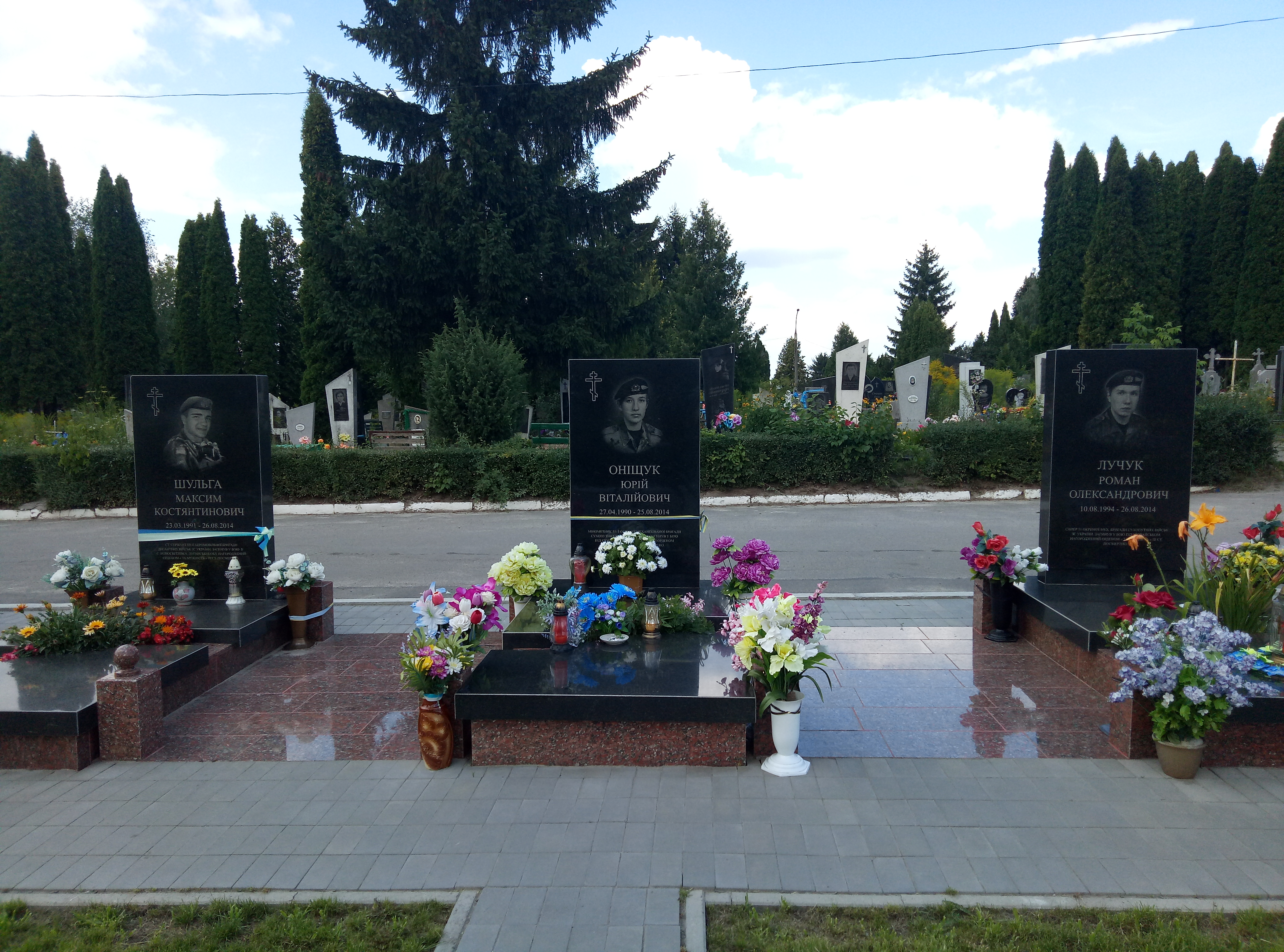
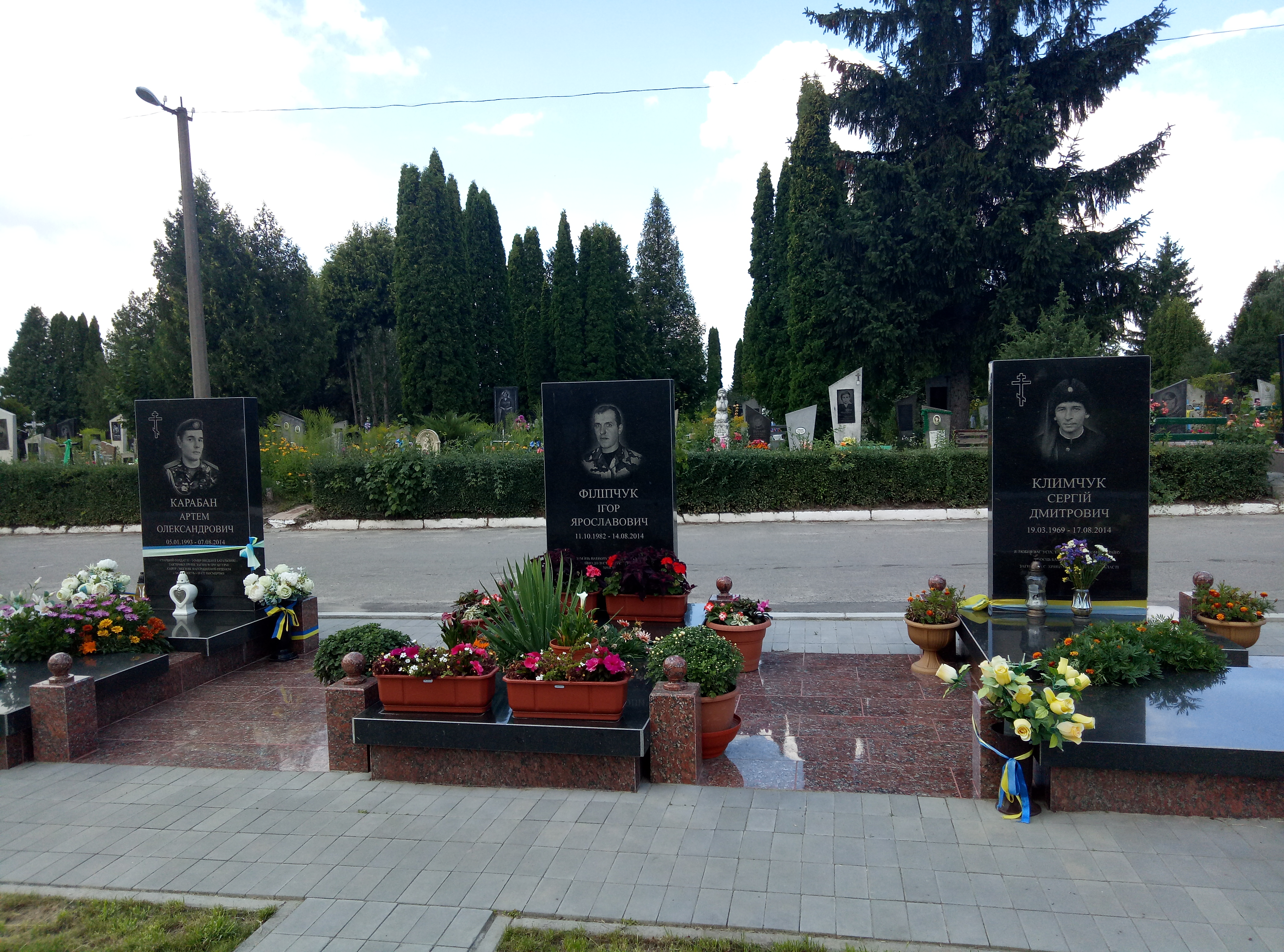
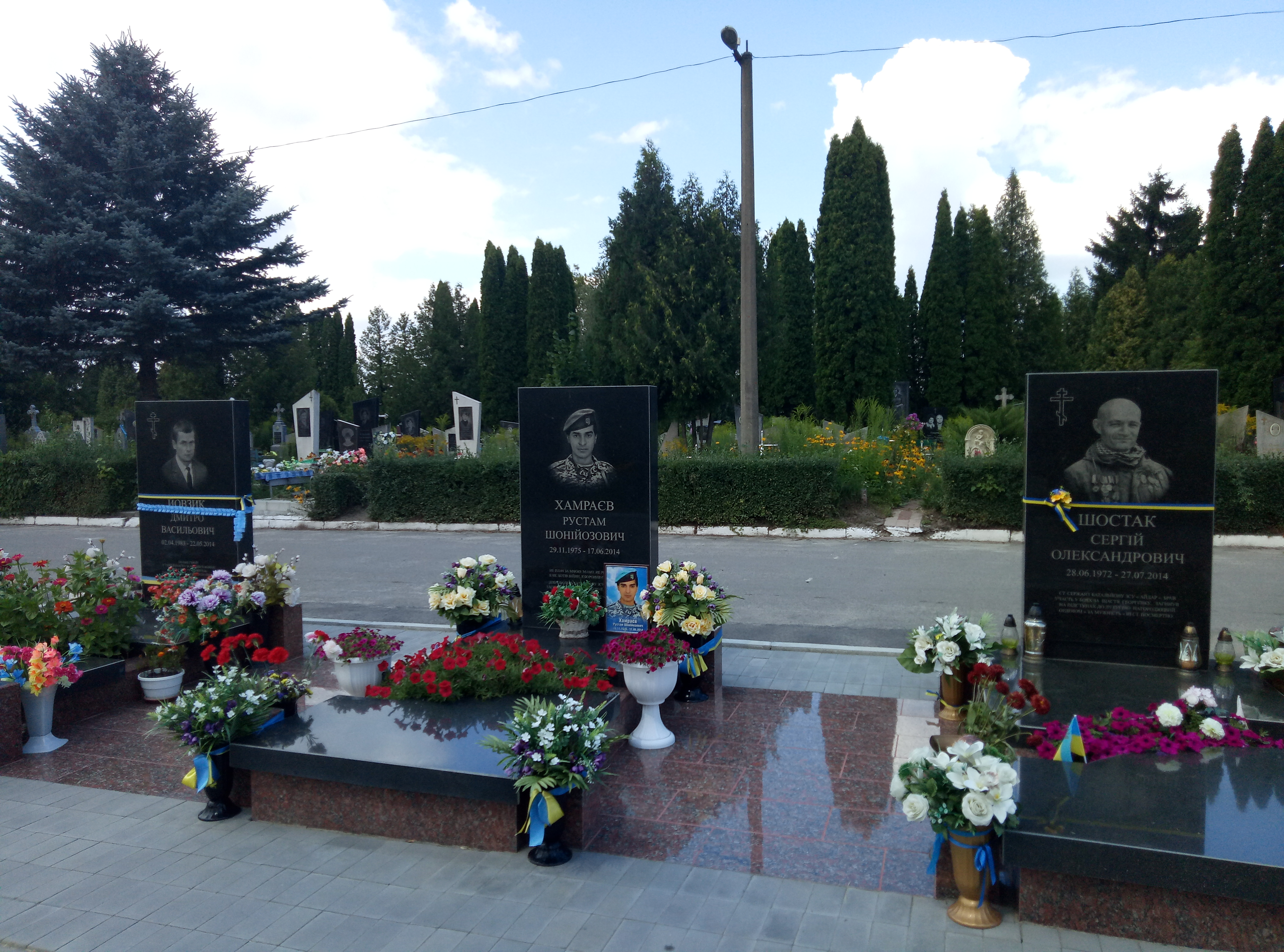
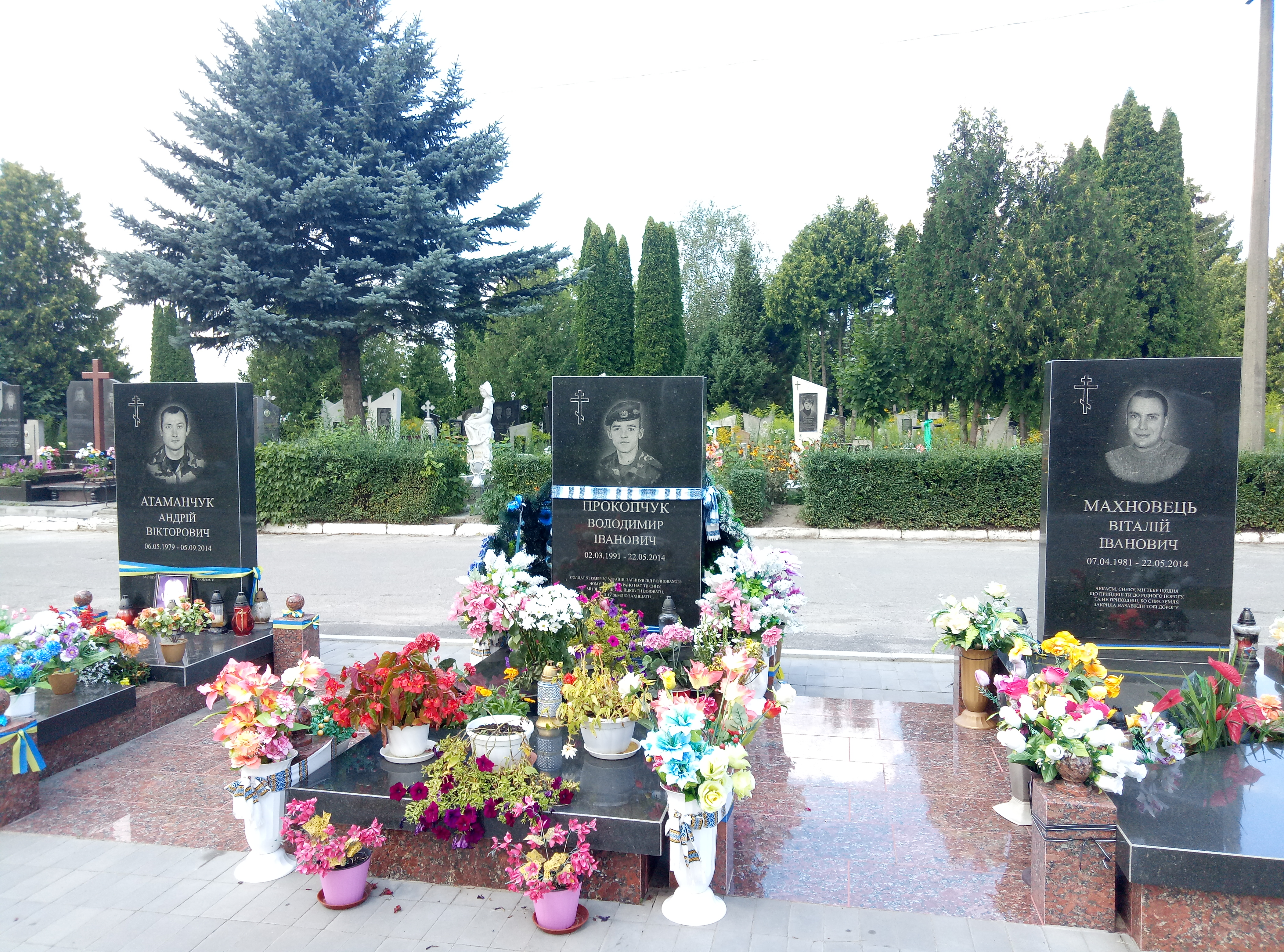
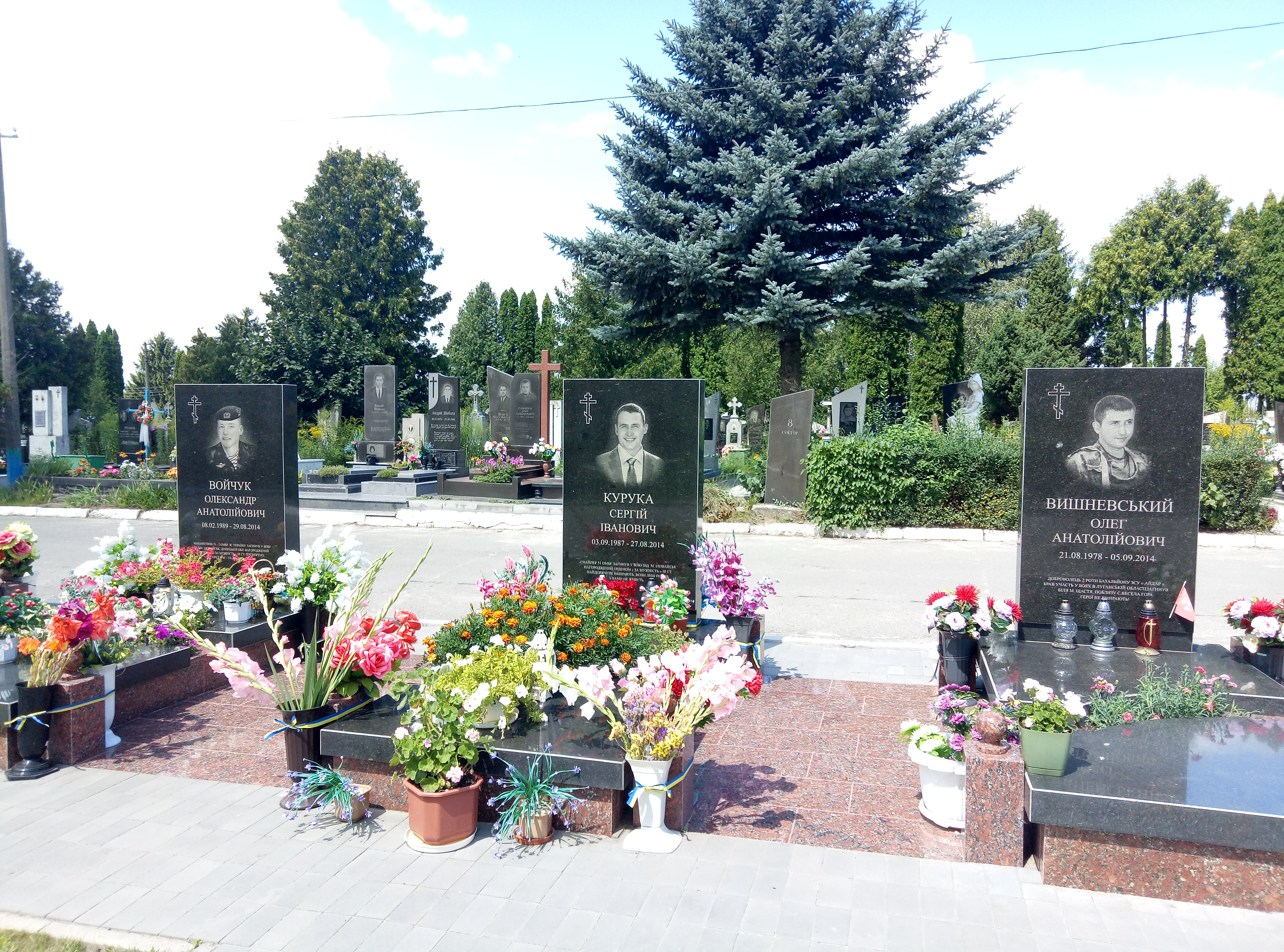
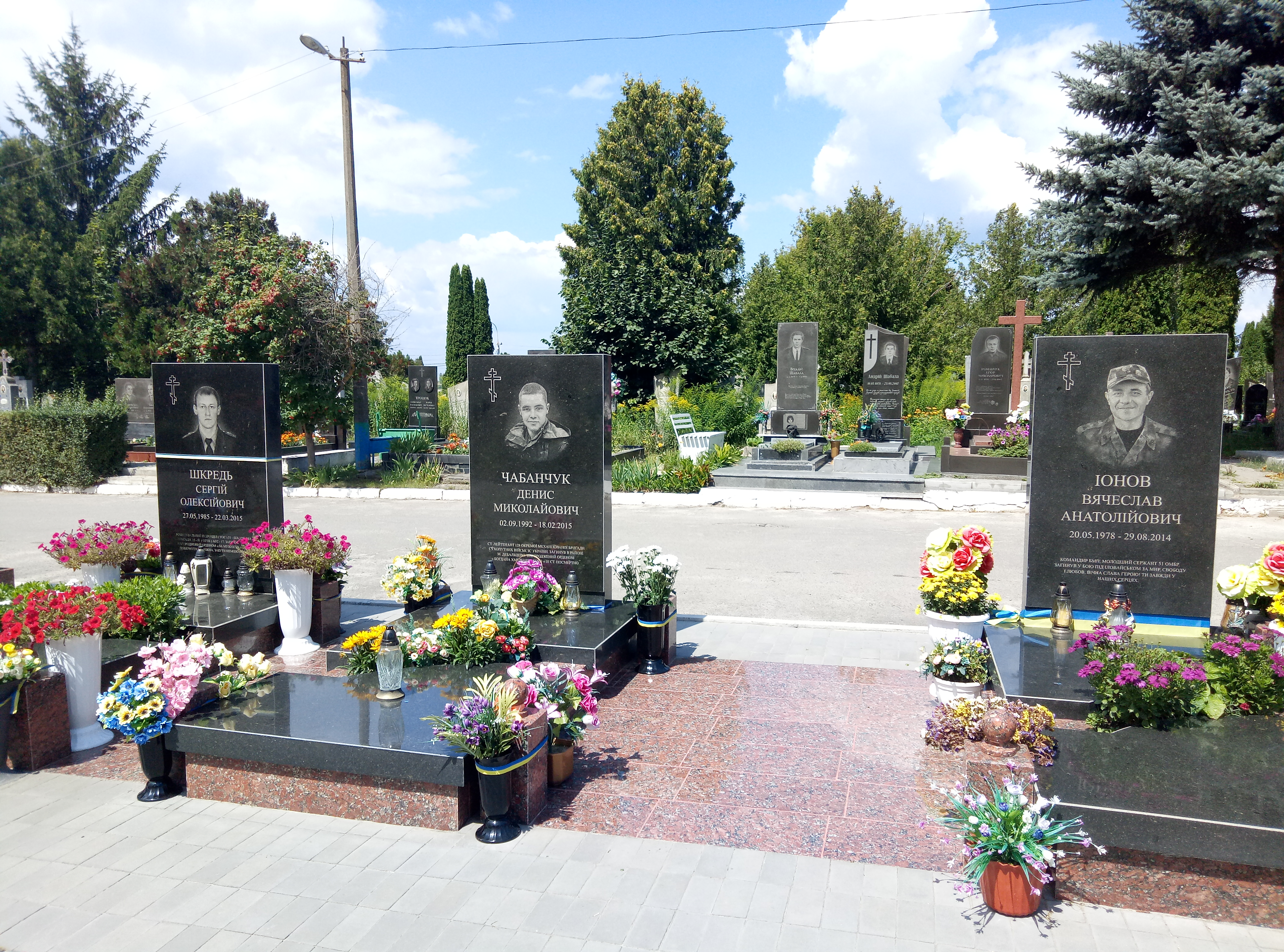
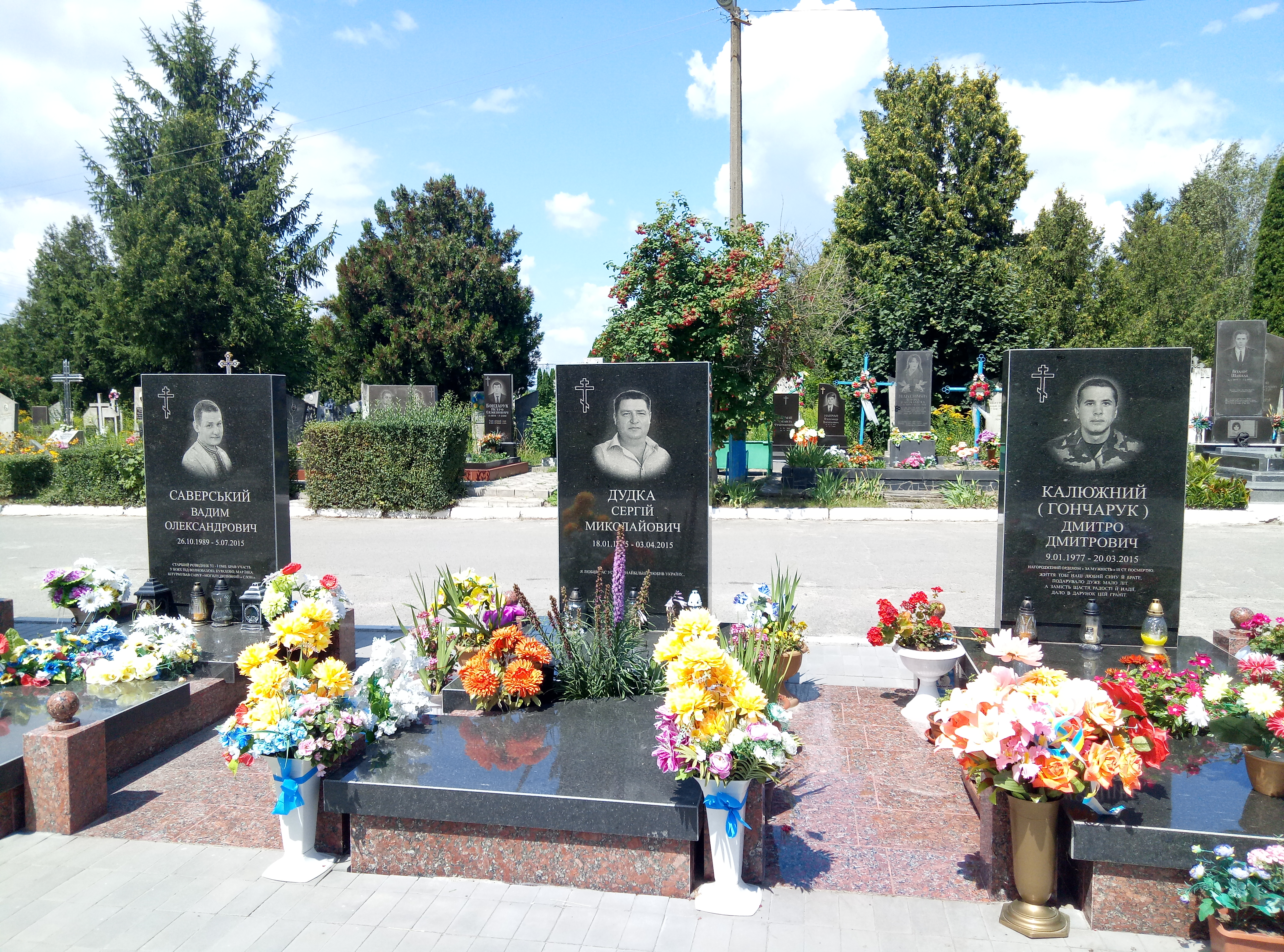
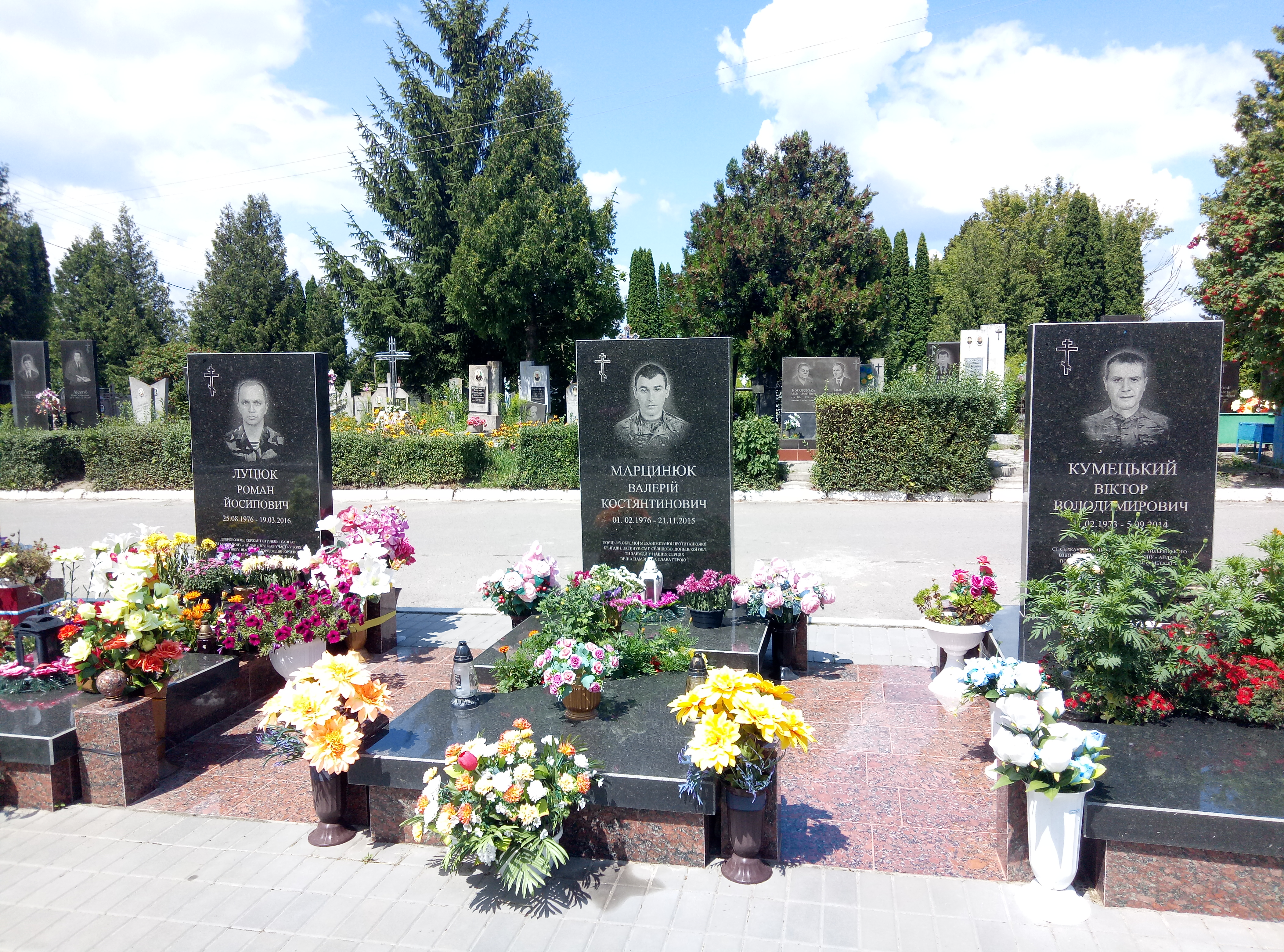
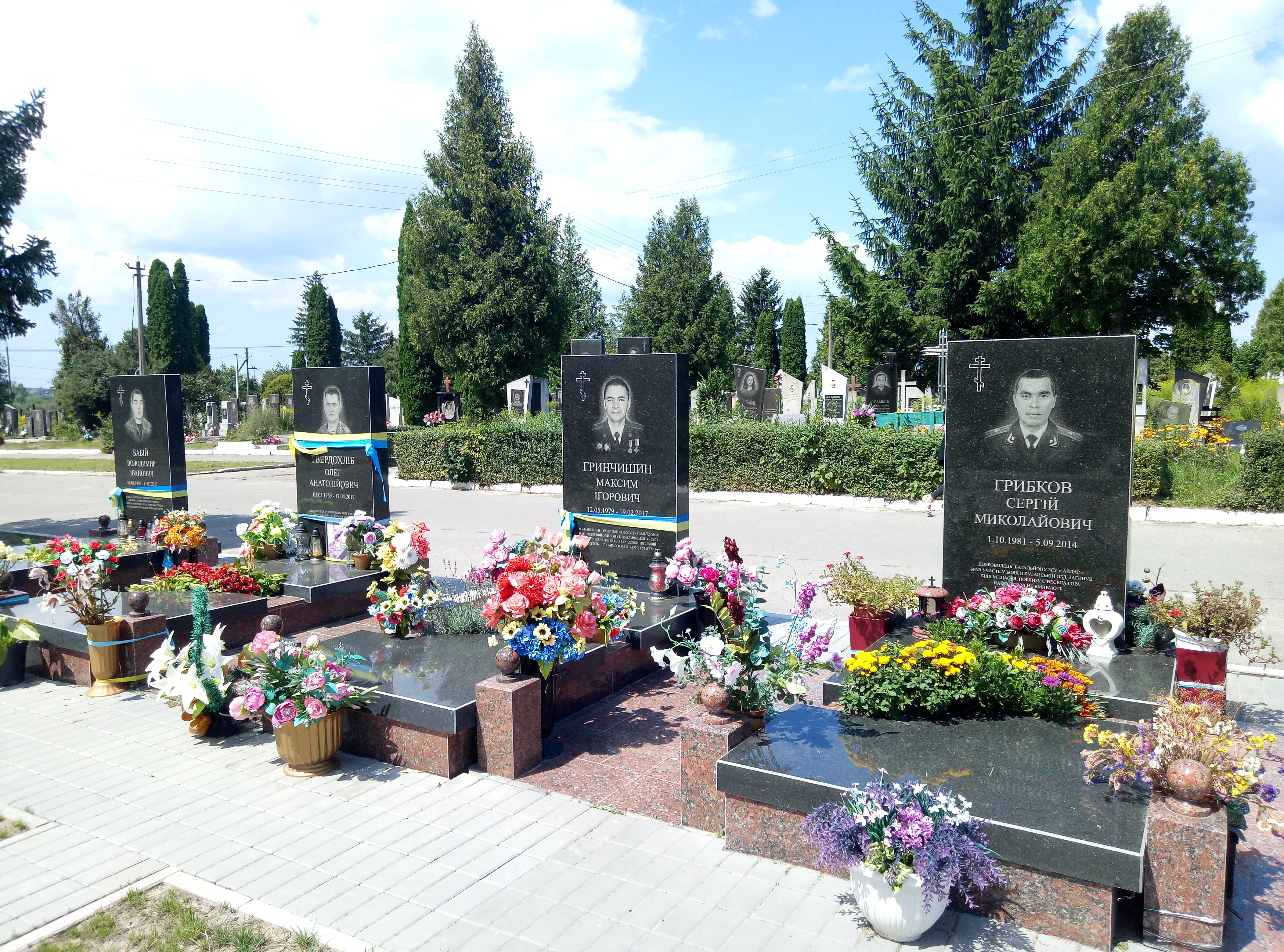

## Інше
Поблизу Гаразджі в лісі стоїть літак МиГ-15УТИ - реактивний літак, на якому в період з 1957 по 1959 рік літав майбутній космонавт Юрій Гагарін. Літак входив до складу 769-го винищувального авіаційного полку 122-ї винищувальної авіаційної дивізії Північного Флоту СРСР, який дислокувався на аеродромі Луостарі в Мурманській області Росії. Потім переведений на Луцький військовий аеродром, і врешті встановлений на території піонерського табору відпочинку «з метою популяризації авіації серед юних піонерів». У 2024 році виставлений на продаж.